# Бассо, Сьюзан
Сьюзан Маргарет Бассо (15 мая 1954 год — 5 февраля 2014 год) — американская преступница, совершившая убийство с особой жестокостью в группе лиц из корыстных побуждений. Бассо была осуждена и впоследствии казнена за свои преступления.

## Биография
В 1999 году Бассо совершила убийство своего сожителя, 59-летнего Луиса Муссо. Мужчина имел задержку умственного развития, но это не мешало ему владеть долей в семейном бизнесе. На его банковском счету имелись немалые деньги. Это и стало мотивом для убийства. Бассо застраховала жизнь Луиса Муссо на 65 000 долларов. Сперва она попыталась получить доверенность на управление банковским счётом Муссо, но этому воспротивились его родственники. При этом было замечено, что Бассо сильно избивает своего сожителя.
В конце концов Бассо просто убила своего сожителя. Муссо был похищен и перевезён в квартиру, которую занимал друг его сына Крейг Аренс (помимо этого, там жила его сестра Хоуп Аренс и её жених Терренс Синглтон). Все они приняли участие в убийстве Муссо. Кроме того, к убийству присоединилась мать Аренсов, Бернис, а также сын Бассо, Джон О’Мэлли. По признанию убийц, Муссо избивали руками и ногами, бейсбольной битой и дюралевой трубкой от шланга пылесоса по меньшей мере 12 часов. В результате пострадавшему сломали несколько ребёр и проломили череп, что и стало причиной смерти.
Попытки скрыть преступление не увенчались успехом. Все заговорщики были арестованы. В августе 1999 года Бассо была приговорена к смертной казни, многочисленные апелляции ничего не дали. В октябре 2010 года высшая судебная инстанция подтвердила приговор.
5 февраля 2014 год Сьюзан Бассо была казнена смертельной инъекцией.